# Reinhold Ziegler

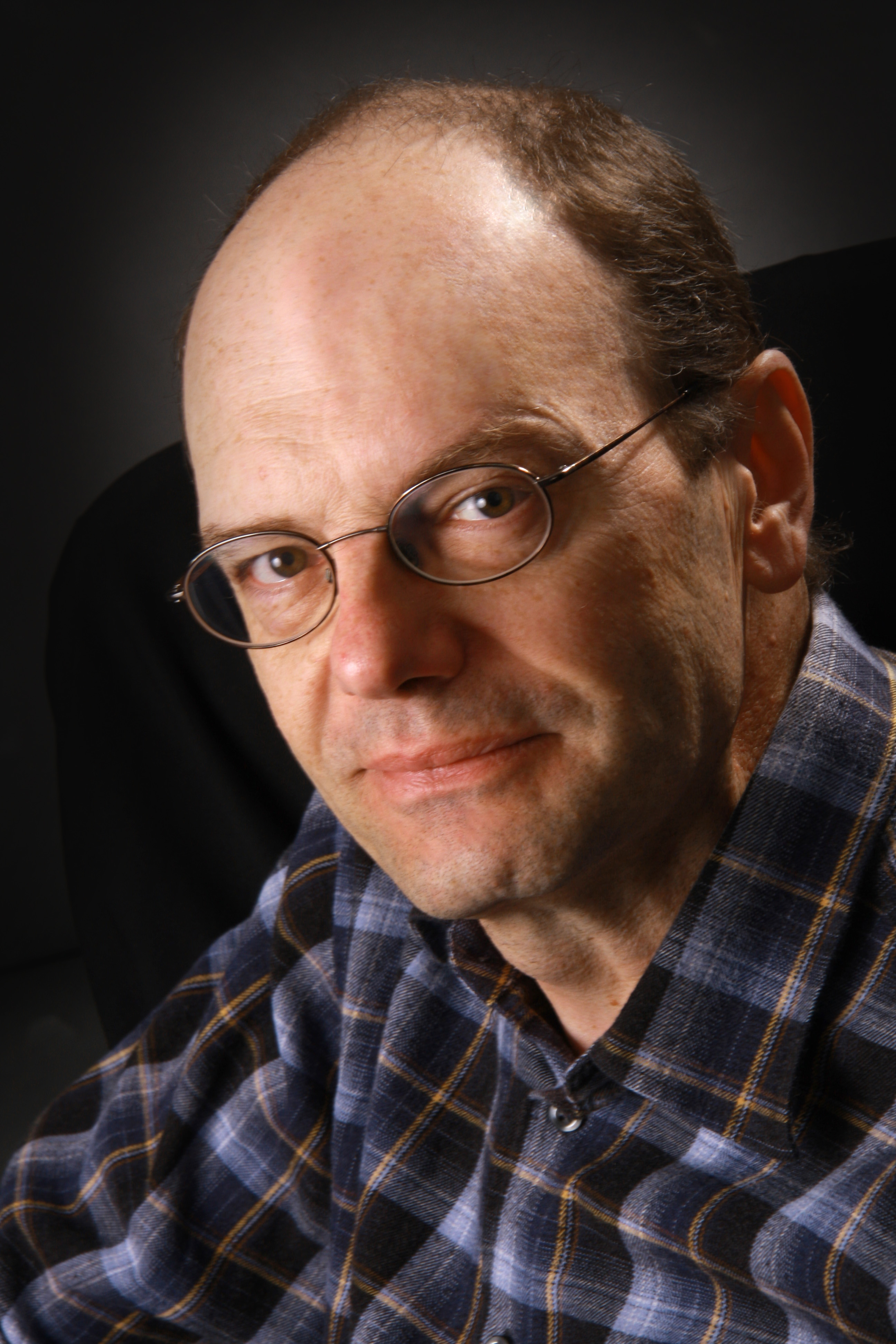
Reinhold Ziegler, 2010

Reinhold Ziegler (* 3. Juli 1955 in Erlangen; † 17. August 2017 in Aschaffenburg) war ein deutscher Schriftsteller und Journalist.

## Leben
Reinhold Ziegler wurde 1955 in Erlangen geboren. Er studierte Maschinenbau, begann aber schon während seines Studiums zu schreiben. Später arbeitete er einige Jahre als Ingenieur im Motorenbau und in der Tauchtechnik, bevor er 1983 bei der Motor Presse Stuttgart unter Ferdinand Simoneit eine Ausbildung zum Journalisten absolvierte. Er arbeitete viele Jahre als Redakteur und freier Journalist für technische Themen, zugleich veröffentlichte er regelmäßig Romane und Erzählungen für Jugendliche und junge Erwachsene. Er lebte als freier Schriftsteller in Daxberg und verbrachte seine letzten Lebensjahre in Hösbach in der Nähe von Aschaffenburg. Er war Mitglied im Verband deutscher Schriftstellerinnen und Schriftsteller (VS), seit Februar 2013 auch VS-Vorsitzender in Unterfranken. Er starb am 17. August 2017.

## Werke
Die meisten Bücher von Reinhold Ziegler wenden sich an ältere Jugendliche und junge Erwachsene. Er thematisiert darin die Probleme des Erwachsenwerdens, aber auch die Sehnsüchte und Wünsche einer ganzen Generation. In seinen Romanen Version 5 Punkt 12 und Perfekt Geklont entwirft er Zukunftsszenarien, indem er heutige Entwicklungen der modernen Technik in die Zukunft verlängert. Er schöpft dabei aus dem Wissen seiner technischen Ausbildung. Viele seiner Bücher und Kurzgeschichten gehören inzwischen zum Literaturkanon der Schulen.

## Auszeichnungen (in Auswahl)
- 1986 Hans-im-Glück-Preis Es gibt hier nur zwei Richtungen, Mister
- 1986 Preis der Leseratten für Es gibt hier nur zwei Richtungen, Mister
- 1987 Auswahlliste Deutscher Jugendliteraturpreis für Es gibt hier nur zwei Richtungen, Mister
- 1986 Peter-Härtling-Preis für Groß am Himmel
- Staatlicher Förderpreis des Bayerischen Kultusministeriums
- Jeunes critiques libanais des Goethe-Instituts Beirut und Mission culturelle francaise
- 1998 Bad Harzburger Jugendliteraturpreis für Version 5Punkt12
- 1998 Auswahlliste Deutscher Jugendliteraturpreis für Version 5Punkt12
- 2006 Kollektion Österreichischer Jugendliteraturpreis für Perfekt Geklont

## Werke
- Von einem Traum zum anderen, Beltz und Gelberg, Weinheim 1981, ISBN 978-3-407-80803-5.
- Es gibt hier nur zwei Richtungen, Mister!, Beltz und Gelberg, Weinheim 1985, ISBN 978-3-407-80663-5.
- Groß am Himmel, Beltz und Gelberg, Weinheim 1987, ISBN 978-3-407-80167-8.
- Nenn mich einfach Super!, Beltz und Gelberg, Weinheim 1990, ISBN 978-3-407-80687-1.
- Überall zu Hause, nirgendwo daheim, Beltz und Gelberg, Weinheim 1992, ISBN 978-3-407-80819-6.
- Version 5 Punkt 12, Beltz und Gelberg, Weinheim 1997, ISBN 978-3-407-80843-1.
- Donner im Paradies, Beltz und Gelberg, Weinheim 2000, ISBN 978-3-407-79813-8.
- Der Straßengeher, Beltz und Gelberg, Weinheim 2001, ISBN 978-3-407-78850-4.
- Der Traum vom Fahren, Beltz und Gelberg, Weinheim 2001, ISBN 978-3-407-75313-7.
- 24.12. – aber pünktlich, Ueberreuter, Wien 2003, ISBN 978-3-8000-5045-1.
- Perfekt Geklont, Ueberreuter, Wien 2005, ISBN 978-3-8000-5153-3.
- Jenny, die Mauer und die Liebe, Ueberreuter, Wien 2006, ISBN 978-3-8000-5247-9.
- Willi wills wissen: Wer macht das Auto mobil?, Baumhaus-Verlag, Frankfurt/M. 2006, ISBN 978-3-8339-2706-5.
- Willi wills wissen: Alle Flieger fliegen hoch!, Baumhaus-Verlag, Frankfurt/M. 2007, ISBN 978-3-8339-2711-9.
- Nachtläufer, Ueberreuter, Wien 2008, ISBN 978-3-8000-5423-7.
- GRID alive. Ueberreuter, Wien 2010, ISBN 978-3-8000-5570-8.
- FACEFUL – Du bist nie allein. edition zweihorn, Neureichenau 2017, ISBN 978-3-943199-44-4.